# Бриндзей Віра Володимирівна
Віра Володимирівна Бриндзей (25 січня 1952, Івано-Франківськ, Українська РСР) — українська спортсменка-ковзанярка, заслужений майстер спорту СРСР (1977), чемпіонка СРСР, чемпіонка світу 1977 в класичному багатоборстві. Закінчила Київський інститут фізичної культури. Виступала за спортивний клуб Динамо (Київ).

## Спортивні досягнення
На чемпіонаті світу 1977 року в класичному багатоборстві Віра Бриндзей виграла дві дистанції — 500 м і 1000 м, була третьою на дистанції 1500 м і п'ятою — на 3000 м і з результатом 177,085 стала чемпіонкою в загальному заліку.
На чемпіонаті світу зі спринту 1977 виграла другу дистанцію 500 м і двічі була другою на дистанціях 1000 м, однак падіння на першій 500-ці позбавило змоги виграти медаль в спринтерському багатоборстві.
Призерка чемпіонатів СРСР в класичному багатоборстві: 1977 — друге місце (перемога на дистанції 500 м), 1978 — третє місце (перемога на дистанції 500 м). Друге місце на чемпіонаті СРСР зі спринту 1975 року.
На зимовій Олімпіаді-1980 у Лейк-Плесід зайняла 18-е місце на дистанції 1500 метрів.
Тренер — Євген Авдєєв. Нагороджена знаком «Почесний динамівець».